# Copa de la Liga Intermedia de Gibraltar
La Copa de la Liga Intermedia de Gibraltar (en inglés y de manera oficial, Gibraltar Intermediate Cup) es un torneo de fútbol especial organizado por la Asociación de Fútbol de Gibraltar (GFA), en él solo pueden participar los equipos que se encuentren jugando la Liga Intermedia de Gibraltar. 
Inicialmente estuvo destinado exclusivamente a equipos de Reserves League y se llamaba Gibraltar Reserves Cup. La última edición, bajo ese nombre se jugó en 2015. Luego del torneo de 2015, la Copa no se volvió a jugar pese a la Liga de Reservas se mantenía activa.
Al final de la temporada 2017-18, la GFA anunció la unificación de la Gibraltar Reserves League con la Liga sub-18 para formar un nuevo torneo: La Liga Intermedia de Gibraltar; además, también se anunció el lanzamiento de una competición copera en la que solo podrían participar equipos de dicha liga.
La temporada 2018-19 vio la primera edición de la copa de la liga intermedia y coronó a Mons Calpe como su primer campeón.

## Sistema de competición
Todo el torneo se juega por eliminación directa. La cantidad de rondas varía dependiendo del número de participantes.

## Lista de campeones
| Temporada                                                            | Campeón                | Resultado              | Subcampeón             |
| Gibraltar Reserves Cup                                               | Gibraltar Reserves Cup | Gibraltar Reserves Cup | Gibraltar Reserves Cup |
| -------------------------------------------------------------------- | ---------------------- | ---------------------- | ---------------------- |
| 2005                                                                 | Laguna PwC             | 4 – 2                  | Morocan United         |
| 2007                                                                 | Europa Res.            | (pen. 3 – 2) 0 – 0     | Shamrock 101           |
| 2008                                                                 | Europort               | 4 – 1                  | Lions Gibraltar Res.   |
| 2015                                                                 | Europa Res.            | (pen. 5 – 3) 1 – 1     | Glacis United Res.     |
| Copa de la Liga Intermedia de Gibraltar (Gibraltar Intermediate Cup) |                        |                        |                        |
| 2019                                                                 | Mons Calpe Int.        | 4 – 1                  | Manchester 62 Int.     |

## Títulos por club
Se muestra en negrita a los clubes que además ganaron la Liga Intermedia de Gibraltar y en cursiva a los equipos desaparecidos.
| Pos. | Club            | Títulos | Años en los que fue campeón |
| ---- | --------------- | ------- | --------------------------- |
| 1    | Europa Res.     | 2       | 2008, 2015                  |
| 2    | Mons Calpe Int. | 1       | 2019                        |
| 3    | Europort        | 1       | 2008                        |
| 4    | Laguna PwC      | 1       | 2005                        |

## Estadísticas

### Goleadores por temporada
| Temporada | Jugador                                                                                       | Club                                                  | Goles |
| --------- | --------------------------------------------------------------------------------------------- | ----------------------------------------------------- | ----- |
| 2018-19   | Jaron Vinet Alejandro Valero Gonzáles Ignacio Callejón Lucena Ethan Moya Bolt Declean Pizarro | Mons Calpe Int. Manchester 62 Int. Glacis United Int. | 2     |